# Stephen Frears
Stephen Frears (Leicester, Inglaterra; 20 de junio de 1941) es un director de cine británico.

## Biografía
Nacido en Leicester, su madre era trabajadora social y su padre médico y contable. Descubrió casi a los treinta años que su madre tenía orígenes judíos. Frears no profesa ninguna religión. Cursó estudios secundarios de 1954 a 1959 en la reputada Escuela Gresham, en Norfolk, y más tarde estudió Derecho en el Trinity College de la Universidad de Cambridge, donde que finalizó sus estudios en 1963. Sin embargo, y en contacto con John Cleese, David Frost y otros miembros de los Monty Python, se sintió atraído primero por el teatro, y más adelante por el cine.
A partir de 1965 trabajó como ayudante de dirección en Morgan, un caso clínico, de Karel Reisz, Charlie Bubbles, de Albert Finney, e If..., de Lindsay Anderson. Pero su carrera se centra en trabajos televisivos principalmente para la BBC donde participa en algunas series antológicas como Play for today, dedicada al teatro. Para la London Weekend Television produjo una serie de obras del dramaturgo Alan Bennett. Dirigió un primer cortometraje en 1967 sobre la situación política en Sudáfrica, The Thirty Minute Long Burning, y el primer largo en 1971, Detective sin licencia (Gumshoe). La fama le llega con el filme Mi hermosa lavandería, producido en 1985 por Channel 4 sobre un guion de Hanif Kureishi, y que fue nominada a los premios de la Academia y a los premios BAFTA.
En 1987 dirigió dos programas de la serie de culto televisiva The Comic Strip Presents. Ese mismo año realizó, en colaboración con Alan Bennett, la película Ábrete de orejas (Prick Up Your Ears) basada en la biografía de Joe Orton. También realizó otra película basada en un guion de Hanif Kureishi, Sammy y Rosie se lo montan (Sammy and Rosie Get Laid). Al año siguiente (1988), hizo su debut en Hollywood con su película Las amistades peligrosas (Dangerous Liaisons) que fue nominada en varios apartados a los premios de la Academia y a los premios BAFTA, entre ellos el de mejor película y mejor director, y ganó un premio César a la mejor película extranjera.
Desde entonces sus realizaciones han cosechado grandes éxitos de público y crítica. Sus películas Café irlandés (The Snapper) y The Queen ganaron el premio Goya a la mejor película europea en 1995 y 2007 respectivamente.
En paralelo hizo realizaciones puntuales para televisión, como The Deal, en 2003 para Channel 4, un docudrama sobre el trato que hicieron Gordon Brown y Tony Blair para decidir quien de los dos iba a liderar el partido laborista, y que ganó ese año el premio BAFTA a la mejor realización televisiva.
Stephen Frears ocupa la "cátedra David Lean de dirección de ficción" en la National Film and Television School (Escuela Nacional de Cine y Televisión).

## Vida privada
Frears se casó en 1966 con la editora Mary-Kay Wilmers, con la que tuvo dos hijos, Sam y Will Frears. Se divorciaron en 1975 y desde entonces convive en Londres con la pintora Annie Rothenstein, con la que tiene otros dos hijos, Francis y Lola.

## Filmografía
- Detective sin licencia (1971)
- Bloody Kids (1976)
- La venganza (1984)
- Mi hermosa lavandería (1985)
- Ábrete de orejas (1987)
- Sammy and Rosie Get Laid (1987)
- Dangerous Liaisons (1988)
- Los timadores (1990)
- Hero (1992)
- The Snapper (1993)
- Mary Reilly (1995)
- La camioneta (1996)
- Hi-Lo Country (1998)
- Alta Fidelidad (2000)
- Fail Safe (2000)
- Liam (2000)
- Negocios ocultos (2002)
- Mrs. Henderson presenta (2005)
- The Queen (2006)
- Chéri (2009)
- Tamara Drewe (2010)
- Lay the Favorite (2012)
- Philomena (2013)
- The program (2015)
- Florence Foster Jenkins (2016)
- Victoria & Abdul (2017)

The Lost King (2022)

## Premios y reconocimientos
Premios Óscar
| Año  | Categoría      | Película     | Resultado |
| ---- | -------------- | ------------ | --------- |
| 1991 | Mejor director | The Grifters | Nominado  |
| 2007 | Mejor director | The Queen    | Nominado  |

Festival Internacional de Cine de Venecia
| Año  | Categoría                      | Película         | Resultado |
| ---- | ------------------------------ | ---------------- | --------- |
| 2000 | Premio OCIC                    | Liam             | Ganador   |
| 2002 | Premio Sergio Trasatti         | Negocios ocultos | Ganador   |
| 2006 | Premio FIPRESCI-Mejor película | The Queen        | Ganador   |
| 2013 | Premio SIGNIS                  | Philomena        | Ganador   |
| 2013 | Mención UNICEF                 | Philomena        | Ganador   |
| 2013 | Premio Brian                   | Philomena        | Ganador   |
| 2013 | Premio Queer Lion              | Philomena        | Ganador   |
| 2013 | Premio P. Nazareno Taddei      | Philomena        | Ganador   |
| 2013 | Ratón de Oro                   | Philomena        | Ganador   |
| 2013 | Premio Interfilm               | Philomena        | Ganador   |